# Edward H. Packe
Edward Hussey Packe (* 6. Januar 1878 in Leicestershire; † 11. Mai 1946) war ein britischer Verwaltungsbeamter. Er amtierte von 1919 bis 1946 als Vertreter der britischen Regierung bei der Anglo-Persian Oil Company/Anglo-Iranian Oil Company im Rang eines Direktors.

## Leben und Tätigkeit
Packes war ein Sohn des Hussey Packe und seiner Ehefrau Alice Wodehouse, einer Tochter des 1. Earl of Kimberley.
Packe besuchte die Eton School. 1900 wurde er beigeordneter Privatsekretär (Assistant Private Secretary) des Marquis of Lansdowne im britischen Kriegsministerium. 1901 wechselte er in die britische Marineleitung, wo er bis 1905 als Privatsekretär des First Lord of the Admiralty (Marineminister) fungierte. Nach seiner Wahl 1911 zum High Sheriff of Leicestershire kehrte er 1916 auf diesen Posten zurück und stand nacheinander Arthur Balfour, Eric Geddes und Walter Long während ihrer Amtszeiten als Marineminister als Privatsekretär zur Seite. Von 1914 bis 1919 gehörte er außerdem – von 1916 bis 1919 zusätzlich zu seiner Tätigkeit als Privatsekretär – dem Admiralitätsstab an.
An den Krönungen von Edward VII., George V. und George VI nahm Packe als Gold Staff Officer teil.
1919 wurde Packe als Vertreter der britischen Regierung in den Vorstand der Anglo-Persian Oil Company (später Anglo-Iranian Oil Company) entsandt, dem er mehr als fünfundzwanzig Jahre lang als Direktor angehörte.
Aufgrund seiner führenden Stellung im britischen Wirtschaftsleben wurde Packe Ende der 1930er Jahre von den Polizeiorganen des NS-Staates als wichtige Zielperson eingestuft: Im Frühjahr 1940 setzte das Reichssicherheitshauptamt in Berlin ihn auf die Sonderfahndungsliste G.B., ein Verzeichnis von Personen, die im Falle einer erfolgreichen deutschen Invasion Großbritanniens durch die Sonderkommandos der SS-Einsatzgruppen mit besonderer Priorität ausfindig gemacht und verhaftet werden sollten.

## Familie
1909 heiratete Packe Mary Sydney Colebrooke, eine Tochter des 1. Lord Colebrooke.